# Корниш, Эбби
Э́бби Ко́рниш (англ. Abbie Cornish; род. 7 августа 1982, Lochinvar) — австралийская актриса.

## Биография
Родилась 7 августа 1982 года в городе Локинвар, штат Новый Южный Уэльс, Австралия. Детство провела на ферме своих родителей в городе Хантер-Вэлли вместе с тремя братьями и младшей сестрой. В 13 лет стала фотомоделью. В 15 лет начала сниматься в кино.
С 1997 по 1999 год снялась в 7 эпизодах сериала «Дикая сторона». В 2001 году сыграла главную роль в сериале «Сыщики в седле». Получила известность благодаря ролям в фильмах «Кэнди», «Хороший год», «Яркая звезда», «Области тьмы», «Запрещённый приём», «МЫ. Верим в любовь», «Робокоп».
Эбби Корниш убежденная вегетарианка. В 2006 году она стала послом австралийской организации по защите прав животных Voiceless.

## Музыка
Эбби Корниш — рэп-певица и автор песен. Она исполняет рэп под именем MC Dusk с 2000 года. В 2015 году Корниш поддержала американского рэпера Nas в его австралийском туре. В том же году она выпустила два новых трека на SoundCloud: «Evolve» с участием Джейн Тиррелл и «Way Back Home», при продюсерской помощи Мэтью Ламберта (Суффа) из группы Hilltop Hoods.

## Личная жизнь
Корниш встречалась с актером Райаном Филиппом в 2006 году, вскоре после его расставания с актрисой Риз Уизерспун. Их отношения закончились в 2010 году. В 2019 году она объявила о своей помолвке с мастером смешанных единоборств Аделем Альтамими.

## Фильмография
| Год       |     | Русское название                         | Оригинальное название                         | Роль                 |
| --------- | --- | ---------------------------------------- | --------------------------------------------- | -------------------- |
| 1997—1999 | с   | Дикая сторона                            | Wildside                                      | Симона Саммерс       |
| 1999      | тф  | В тесном контакте                        | Close Contact                                 | Сара Бояк            |
| 2000      | ф   | Маска обезьяны                           | The Monkey's Mask                             | Микки Норрис         |
| 2000      | с   | Водяные крысы                            | Water Rats                                    | Мэри Мерчанд         |
| 2001      | с   | Сыщики в седле                           | Outriders                                     | Реджи Макдауэлл      |
| 2001      | с   | Жизнеобеспечение                         | Life Support                                  | Пенни                |
| 2003      | ф   | Грубые шутки                             | Horseplay                                     | Беки Водински        |
| 2003      | с   | Сине-белый воротничок                    | White Collar Blue                             | Антониа Макалистер   |
| 2003      | тф  | Топтание на месте                        | Marking Time                                  | Трэйси               |
| 2004      | ф   | Отличный день                            | One Perfect Day                               | Эмма Матисс          |
| 2004      | ф   | 16 лет. Любовь. Перезагрузка             | Somersault                                    | Хайди                |
| 2004      | кор | Всё идёт                                 | Everything Goes                               | Бриани               |
| 2006      | ф   | Кэнди                                    | Candy                                         | Кэнди                |
| 2006      | ф   | Хороший год                              | A Good Year                                   | Кристи Робертс       |
| 2007      | ф   | Золотой век                              | Elizabeth: The Golden Age                     | Бесс Трокмортон      |
| 2008      | ф   | Война по принуждению                     | Stop-Loss                                     | Мишель               |
| 2009      | ф   | Яркая звезда                             | Bright Star                                   | Фанни Брон           |
| 2009      | с   | Робоцып                                  | Robot Chicken                                 | жена                 |
| 2010      | ф   | Легенды ночных стражей                   | Legend of the Guardians: The Owls of Ga'Hoole | Отулисса, озвучка    |
| 2011      | ф   | Области тьмы                             | Limitless                                     | Линди                |
| 2011      | ф   | Запрещённый приём                        | Sucker Punch                                  | Милашка              |
| 2011      | ф   | МЫ. Верим в любовь                       | W.E.                                          | Уолли Уинтроп        |
| 2012      | ф   | Девчонка                                 | The Girl                                      | Эшли                 |
| 2012      | ф   | Семь психопатов                          | Seven Psychopaths                             | Кая                  |
| 2014      | ф   | Робокоп                                  | RoboCop                                       | Клара Мёрфи          |
| 2014      | с   | Клондайк                                 | Klondike                                      | Белинда Малруни      |
| 2015      | ф   | Экстрасенсы                              | Solace                                        | агент Катерина Коулс |
| 2016      | ф   | 6 дней                                   | 6 Days                                        | Кейт Эди             |
| 2016      | ф   | Лаванда                                  | Lavender                                      | Джейн                |
| 2016      | ф   | Где прикасаются руки                     | Where hands touch                             | Кирстен              |
| 2017      | ф   | Три билборда на границе Эббинга, Миссури | Three Billboards Outside Ebbing, Missouri     | Энн Уиллоуби         |
| 2017      | ф   | Геошторм                                 | Geostorm                                      | Сара                 |
| 2018      | ф   | Идеальный                                | Perfect                                       | мать                 |
| 2018      | ф   | Амре                                     | Amre                                          | Ли Эббот             |
| 2018—2023 | с   | Джек Райан                               | Jack Ryan                                     | Кэти Мюллер          |
| 2018      | ф   | Где соприкасаются руки                   | Where Hands Touch                             | Керстин              |
| 2019      | с   | Тайные дела подружек невесты             | Secret Bridesmaids' Business                  | Мелани Хейворд       |
| 2021      | ф   | Виртуоз                                  | The Virtuoso                                  | официантка           |
| 2021      | ф   | Дакота                                   | Dakota                                        | Кейт Сандерс         |
| 2022      | ф   | Помутнение                               | Blackout                                      | Анна                 |

## Награды и номинации
- 2011 — заняла 89 место в списке FHM Australia «100 Sexiest Women in the World».
- 2010 — номинация на премию «Australian Film Institute» «Лучшая актриса» за роль в фильме «Яркая звезда».
- 2009 — номинация на премию «Спутник» «Лучшая драматическая актриса» за роль в фильме «Яркая звезда».
- 2007 — заняла 80 место в списке журнала Maxim «Hot 100 Women list»[10].
- 2006 — номинация на премию «Australian Film Institute» «Лучшая актриса» за роль в фильме «Кэнди».
- 2004 — премия «Australian Film Institute» «Лучшая актриса» за роль в фильме «Somersault».
- 2004 — номинация на премию «Australian Film Institute» «Лучшая актриса второго плана» за роль в сериале «Marking Time».
- 1999 — премия «Australian Film Institute» «Young Actor’s Award» за роль в сериале «Wildside».